# (33423) 1999 DK
1999 DK (asteroide 33423) é um asteroide da cintura principal. Possui uma excentricidade de 0.17855270 e uma inclinação de 4.31467º.
Este asteroide foi descoberto no dia 16 de fevereiro de 1999 por ODAS em Caussols.